# Valence-d'Albigeois
 Valence-d'Albigeois  (en occitano Valença d'Albigés) es una población y comuna francesa, ubicada en la región de Mediodía-Pirineos, departamento de Tarn, en el distrito de Albi y cantón de Valence-d'Albigeois.

## Demografía
| 1175 | 1155 | 1042 | 1145 | 1194 | 1142 |
| Para los censos de 1962 a 1999 la población legal corresponde a la población sin duplicidades (Fuente: INSEE [Consultar]) |      |      |      |      |      |